# As Vidas de Maria
As vidas de Maria é um filme brasileiro de 2005 dirigido por Renato Barbieri.

## Sinopse
Tendo Brasília como pano de fundo, o filme conta a vida de Maria, que nasceu no dia da inauguração da capital federal (21 de abril de 1960).
Pelas desventuras de uma menina em desenvolvimento, a obra pode ser vida como metáfora da história recente brasileira. Maria vê o golpe militar de 1964, o movimento das diretas já, o impeachment de Collor. Enquanto isso, ela e o país amadurecem.

## Elenco
Ingra Liberato.... Maria
Stephany de Brito.... Maria adolescente
Ingrid Zago.... Maria aos 10 anos
Giulia Dainez Roque.... Maria aos 4 anos
Bruno Torres
Gustavo Melo
Gésio Amadeu
Claudio Jaborandy
Adriano Siri
Dora Wainer
Marcílio Lobo
Ader Marques
André Araújo
Henrique Cabral
Alessandro Brandão
André Amaro
Gê Martu
Jones Schneider
Esmeralda Reis
Paulo Ascenção